# Distretto di Funai
Il distretto di Funai (船井郡, Funai-gun?) è uno dei distretti della prefettura di Kyōto, in Giappone.
Attualmente fa parte del distretto solo il comune di Kyōtamba.
| Controllo di autorità | VIAF (EN) 253280382 · NDL (EN, JA) 00639515 |